# Вернер Фрибе
Вернер Фрибе (на немски: Werner Friebe) е германски офицер, който служи по време на Първата и Втората световна война.

## Живот и кариера
Вернер Фрибе е роден на 12 юли 1897 г. в Дрошкау, Германска империя. Присъединява се към армията през 1915 г., където става кадет от пехотата. До края на Първата световна война достига звание лейтенант.
Продължава кариерата си в Райхсвера, където служи в различни пехотни, сапьорски, артилерийски, а по-късно и моторизирани подразделения. Неколкократно заема постове като щабен офицер. В началото на Втората световна война е със звание оберстлейтенант и е част от щаба на 20-а моторизирана пехотна дивизия. На 6 януари 1941 г. заема поста на началник-щаб на 48-и моторизиран армейски корпус, а на 1 април 1944 г. поема командването на 8-а танкова дивизия. През септември същата година е назначен за началник-щаб на трети военен окръг. Пленен е на 8 май 1945 г. и е освободен през 1948 г.
Умира на 8 март 1962 г. в Щутгарт, Германия.

## Дати на произвеждане в звание
- Оберст – 1 октомври 1941 г.
- Генерал-майор – 1 юни 1944 г.

## Награди
- Германски кръст, златен – 30 май 1942 г.
- Рицарски кръст – 21 април 1944 г.